# Here I Stand (Vasil-dal)
A Here I Stand (magyarul: Itt állok) Vasil macedón énekes dala, mellyel Észak-Macedóniát képviselte a 2021-es Eurovíziós Dalfesztiválon Rotterdamban. A dalt belső kiválasztás során nyerte el a dalversenyen való indulás jogát.

## Eurovíziós Dalfesztivál
2020. január 15-én vált hivatalossá, hogy a macedón műsorsugárzó Vasilt választotta ki az ország képviseletére a 2020-as Eurovíziós Dalfesztiválon. Március 18-án az Európai Műsorsugárzók Uniója bejelentette, hogy 2020-ban nem tudják megrendezni a versenyt a COVID–19-koronavírus-világjárvány miatt. A macedón műsorsugárzó jóvoltából az énekes lehetőséget kapott az ország képviseletére a következő évben egy új versenydallal. 2021. február 12-én vált hivatalossá a dal címe, míg a versenydalt csak március 11-én mutatták be a dalfesztivál hivatalos YouTube-csatornáján.
Az Eurovíziós Dalfesztiválon a dalt először a május 18-án rendezett első elődöntőben adják elő, a fellépési sorrendben hatodikként, az ausztrál Montaigne Technicolour című dala után és az ír Lesley Roy Maps című dala előtt. Az elődöntőben a nézői szavazatok és a nemzetközi zsűrik pontjai alapján nem került be a dal a május 22-én megrendezésre került döntőbe. Összesítésben 23 ponttal a 15. helyen végzett.

## Botrány a dal körül
A dal hivatalos videoklipje, melyet a szkopjei Macedón Nemzeti Galériában vettek fel, egyik jelenetében a háttérben egy, a bolgár zászlóra hasonlító műalkotás tűnik fel. Az alkotás jelenléte a videoklipben ellenszenvet váltott ki a lakosság körében, a két ország közötti rendszeres politikai viták tárgyát képezi ugyanis a macedón nemzet és a macedón nyelv bolgárokhoz és a bolgár nyelvhez való viszonya: míg a macedónok magukra egy önálló, az ókori makedónoktól származtatott nemzetként, nyelvükre pedig önálló nyelvként tekintenek, addig a bolgár közgondolkodásban a macedónokat a bolgárokkal azonosítják azzal a különbséggel, hogy a macedónok a bolgár nyelv egy helyi dialektusát beszélik. Az ellenszenvet fokozta, hogy a macedón előadó, Vasil, aki az ország keleti részén, a bolgár határ közelében fekvő Sztrumicában született, nagyapja révén bolgár származású, valamint macedón-bolgár kettős állampolgár is. Mindezeknek köszönhetően a dal bemutatását követően online petíció indult az előadó és a dal visszaléptetése érdekében, melyre egy nap alatt több, mint 16 000 aláírás érkezett. A macedón műsorszolgáltató, a Makedonska Radio Televizija (MRT) március 13-án este közleményt adott ki, melyben bejelentették, hogy felülvizsgálják az ország részvételét a 2021-es Eurovíziós Dalfesztiválon, és döntésüket egy későbbi időpontban közlik, mely akár a versenytől való visszalépést is eredményezheti. Március 19-én a bolgár védelmi miniszter vezette szélsőjobboldali nacionalista Belső-macedóniai Forradalmi Szervezet közleményt adott ki, melyben kijelentették, hogy amennyiben Vasil nem képviselheti Észak-Macedóniát 2021-ben, javasolni fogják számára Bulgária képviseletét 2022-ben.